# The Mandalorian
Pour les articles homonymes, voir Mandalorien (homonymie).
Resistance The Bad Batch
The Mandalorian (litt. « Le Mandalorien ») est une série télévisée américaine en prise de vues réelles créée par Jon Favreau dans l’univers de la saga Star Wars. L'histoire se déroule cinq ans après Le Retour du Jedi et vingt-cinq ans avant Le Réveil de la Force et raconte les aventures d'un mercenaire mandalorien au-delà des territoires contrôlés par la Nouvelle République,.
Le premier épisode de la série marque le lancement de la plateforme Disney+ sur le territoire nord-américain le 12 novembre 2019 puis dans plusieurs pays européens à partir du 24 mars 2020, à l'exception de la France où elle est diffusée à partir du 7 avril 2020 et de la Belgique à l'été 2020.
Jon Favreau est le créateur, scénariste en chef et showrunner, ainsi que le producteur exécutif aux côtés de Dave Filoni, Kathleen Kennedy et Colin Wilson. Les épisodes sont filmés par des réalisateurs variés, comme Dave Filoni et Jon Favreau, Bryce Dallas Howard, Taika Waititi, Rick Famuyiwa, Robert Rodriguez ou Peyton Reed.  La série met en vedette Pedro Pascal dans le rôle-titre. La première saison comporte huit épisodes d'une durée moyenne de trente-cinq minutes. Une deuxième saison est diffusée à l'automne 2020 et une troisième en mars et avril 2023.
Devant le succès populaire de The Mandalorian, Lucasfilm et Disney+ lancent deux nouvelles séries qui se déroulent dans le même cadre temporel et sont interconnectées : Le Livre de Boba Fett diffusé en 2021, où les personnages principaux Din Djarin et Grogu apparaissent dans les trois derniers épisodes, puis Ahsoka, qui est diffusée à l'été 2023. 
L'intrigue de la série se poursuit avec le film The Mandalorian and Grogu prévu pour mai 2026 et une quatrième saison en cours de rédaction,.

## Synopsis
L'univers de Star Wars se déroule dans une galaxie qui est le théâtre d'affrontements entre les Chevaliers Jedi et les Seigneurs Noirs des Sith, des individus sensibles à la Force, un champ énergétique mystérieux leur procurant des pouvoirs psychiques. Les Jedi maîtrisent le côté lumineux de la Force, pouvoir bénéfique et défensif, pour maintenir la paix dans la galaxie. Les Sith utilisent le côté obscur, pouvoir nuisible et destructeur, pour leurs usages personnels et pour dominer la galaxie.
Cinq ans après la chute de l'Empire et la fondation de la Nouvelle République, le métier de chasseur de primes ne paie plus. Le Mandalorien, surnommé Mando, connu pour être un des plus redoutables chasseurs de primes, accepte un contrat non officiel. Il s'agit pour lui, moyennant une prime élevée, de retrouver et de ramener à ses commanditaires un être vivant de 50 ans. En cours de mission, Mando découvre que, malgré son âge, c'est un bébé ou un enfant de la même espèce que Yoda. Il découvre aussi que sa cible maîtrise déjà la Force. Après avoir rempli son contrat auprès d'un vieil homme portant un insigne de l'Empire entouré de nombreux Stormtroopers et touché la prime, le Mandalorien se ravise et revient sauver l'Enfant. Il doit ensuite prendre la fuite avec lui, poursuivi par tout ce que la galaxie compte de chasseurs de primes lancés à leurs trousses, ainsi que par une garnison d'impériaux émergeant des cendres de l'Empire…
La deuxième saison est centrée autour de la quête du Mandalorien qui doit parcourir la galaxie à la recherche du peuple de l'Enfant (qui s'appelle Grogu), un ordre de sorciers appelés « Jedi », afin de le lui remettre. Il trouve au passage des alliés de poids : Boba Fett, la mandalorienne Bo-Katan Kryze, et Ahsoka Tano.
La troisième saison voit Din Djarin et Grogu aider Bo-Katan Kryze à unifier le peuple mandalorien et à reprendre leur planète, où le maléfique Moff Gideon a installé sa base secrète. Il adopte l'enfant qui devient Din Grogu.

## Distribution

### Acteurs principaux
- Pedro Pascal (VF : Dominique Guillo) : Le Mandalorien / Din Djarin[6]
- Carl Weathers (VF : Rody Benghezala) : Greef Karga (saisons 1, 2 et 3)
- Giancarlo Esposito (VF : Serge Faliu) : Moff Gideon[Note 1] (saisons 1, 2 et 3)
- Omid Abtahi (VF : Nessym Guetat) : Dr Pershing (saisons 1, 2 et 3)
- Amy Sedaris (VF : Patricia Legrand (saison 1) puis Laurence Crouzet (saison 2)) : Peli Motto (saisons 1, 2 et 3)
- Emily Swallow (VF : Audrey Sourdive) : Armurière mandalorienne (saisons 1 et 3)
- Gina Carano (VF : Céline Ronté) : Carasynthia « Cara » Dune (saisons 1 et 2)
- Ming-Na Wen (VF : Diane Dassigny) : Fennec Shand (saisons 1 et 2)
- Nick Nolte (VF : Jacques Frantz) : Kuiil (voix ; saison 1)
- Werner Herzog (VF : Frédéric Cerdal) : le Client (saison 1)
- Taika Waititi[Note 2] (VF : Stéphane Ronchewski)  : IG-11 (voix ; saisons 1 et 3)
- Temuera Morrison (VF : Bruno Dubernat) : Boba Fett (saison 2 ; invité saison 1 non crédité)
- Katee Sackhoff (VF : Chantal Baroin) : Bo-Katan Kryze (saisons 2 et 3)

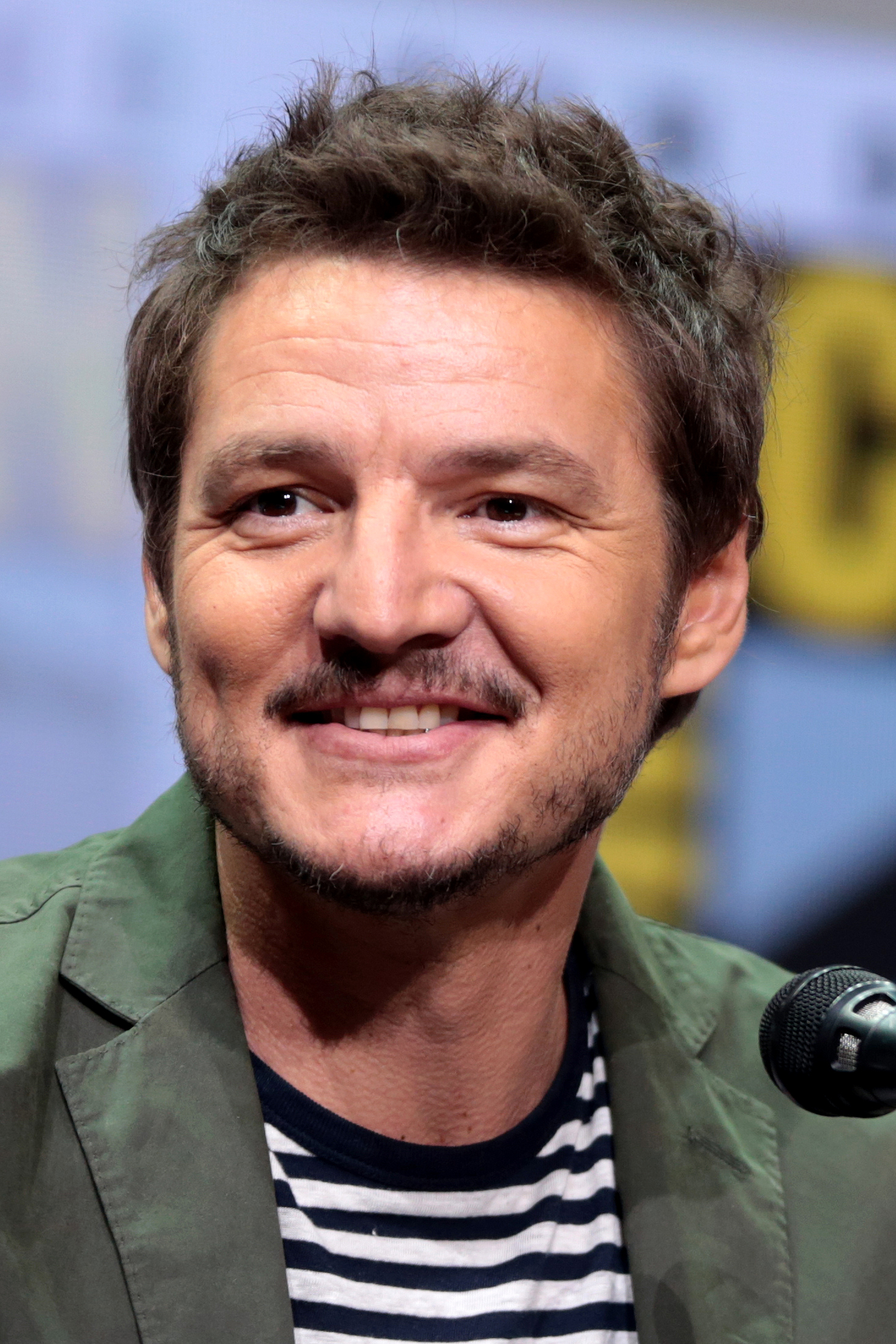
Pedro Pascal
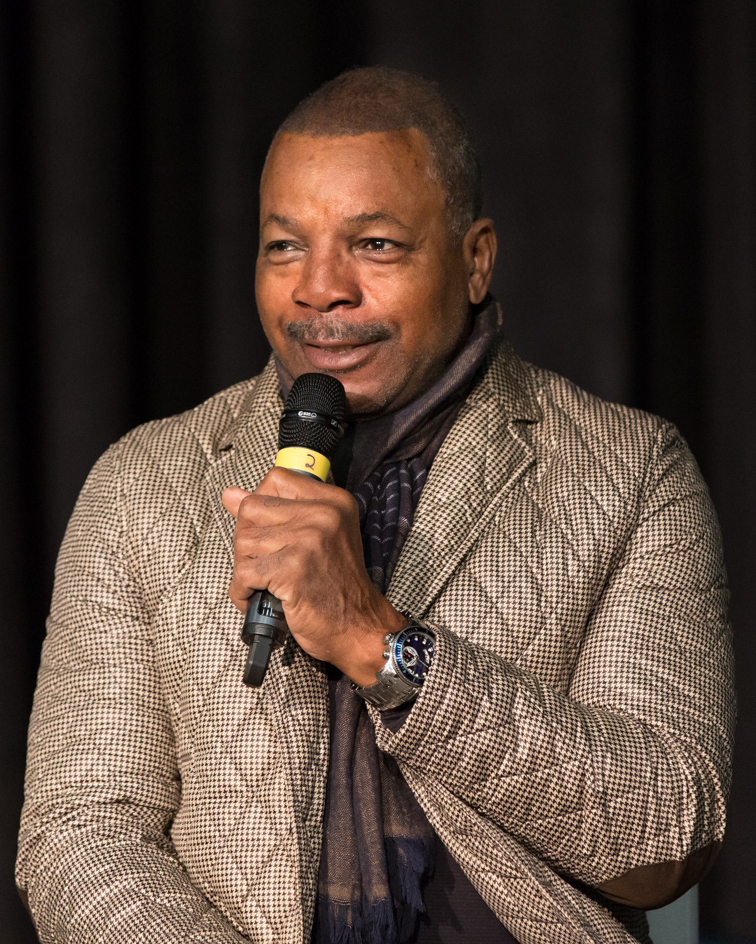
Carl Weathers
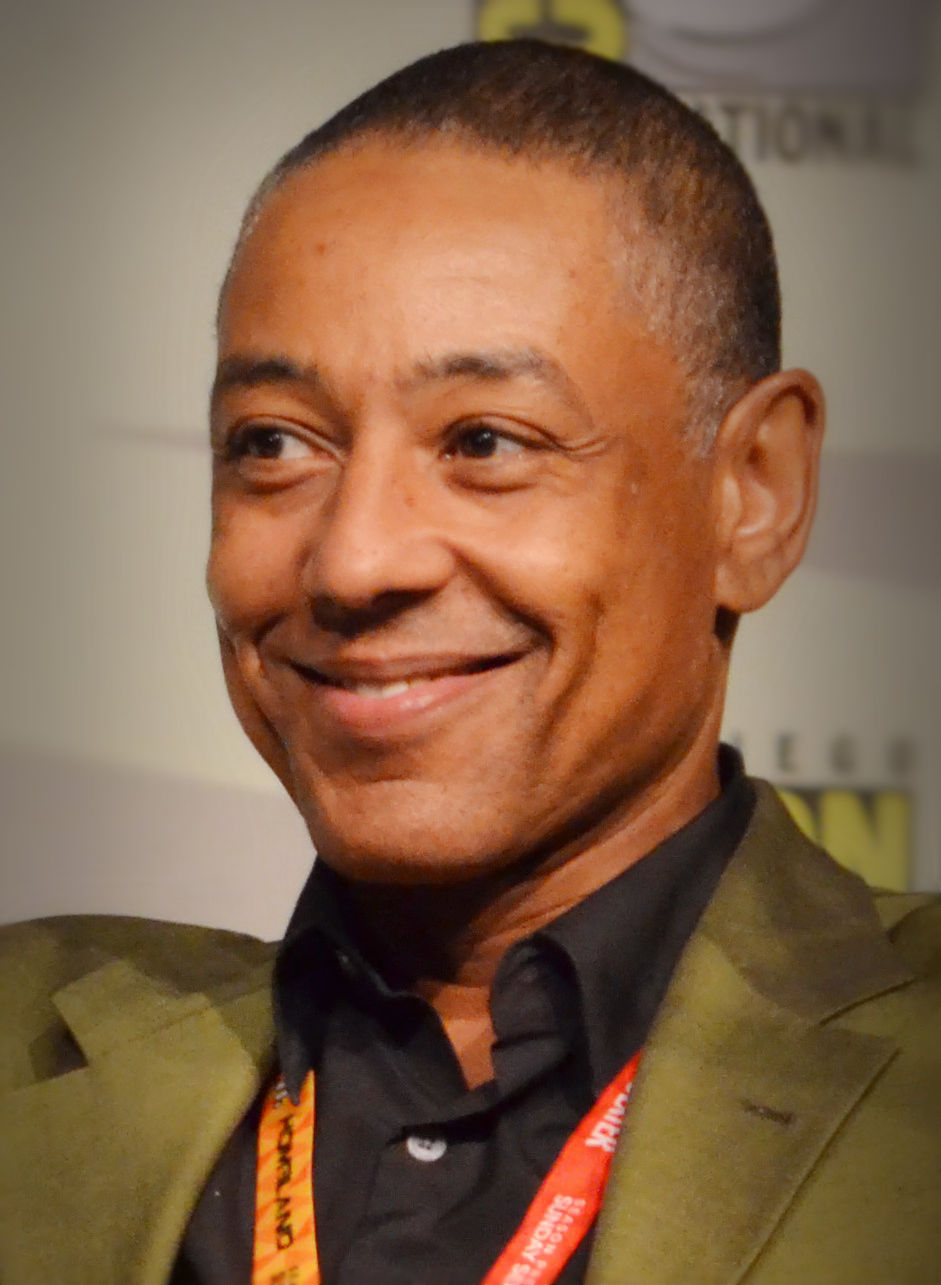
Giancarlo Esposito
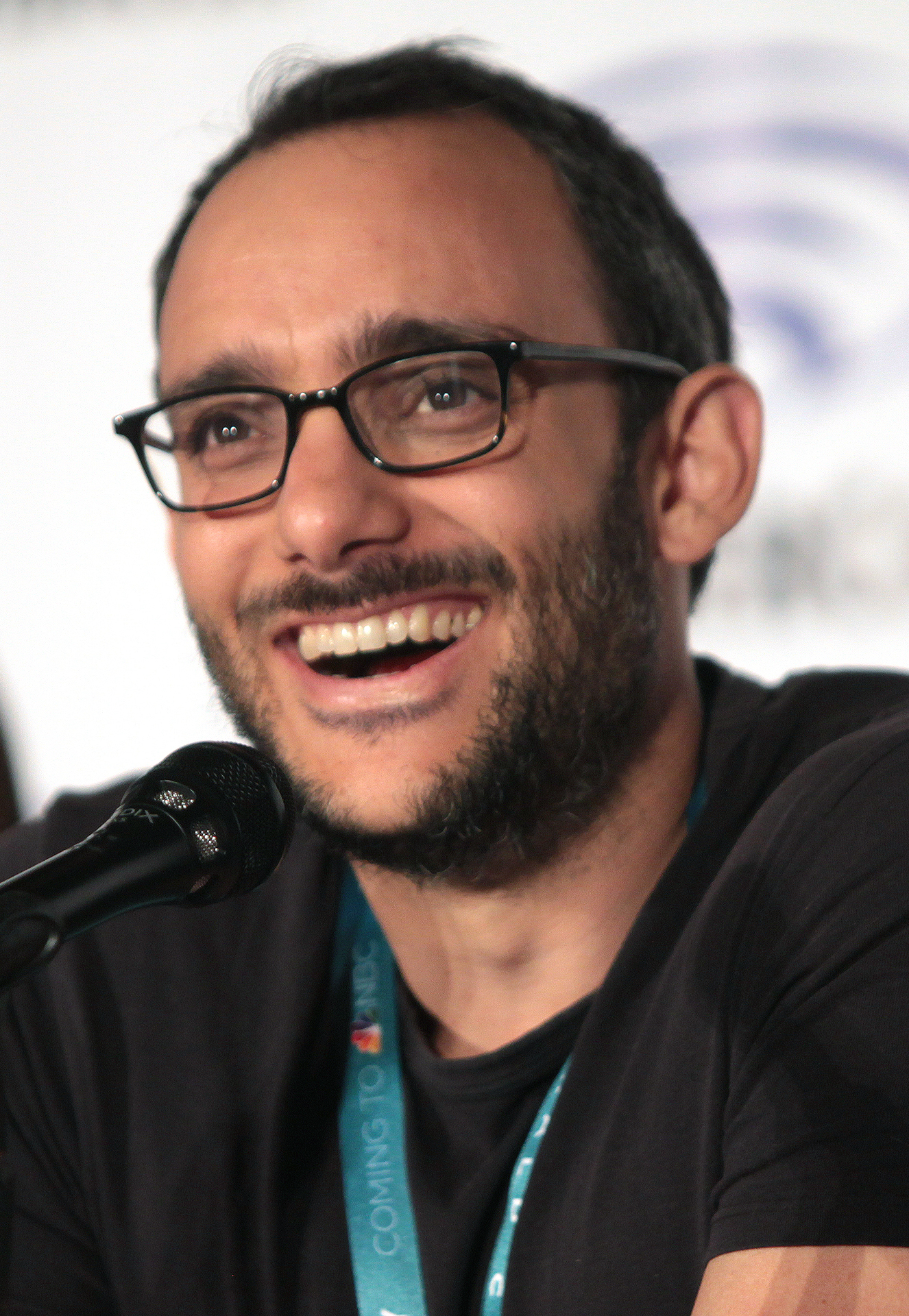
Omid Abtahi
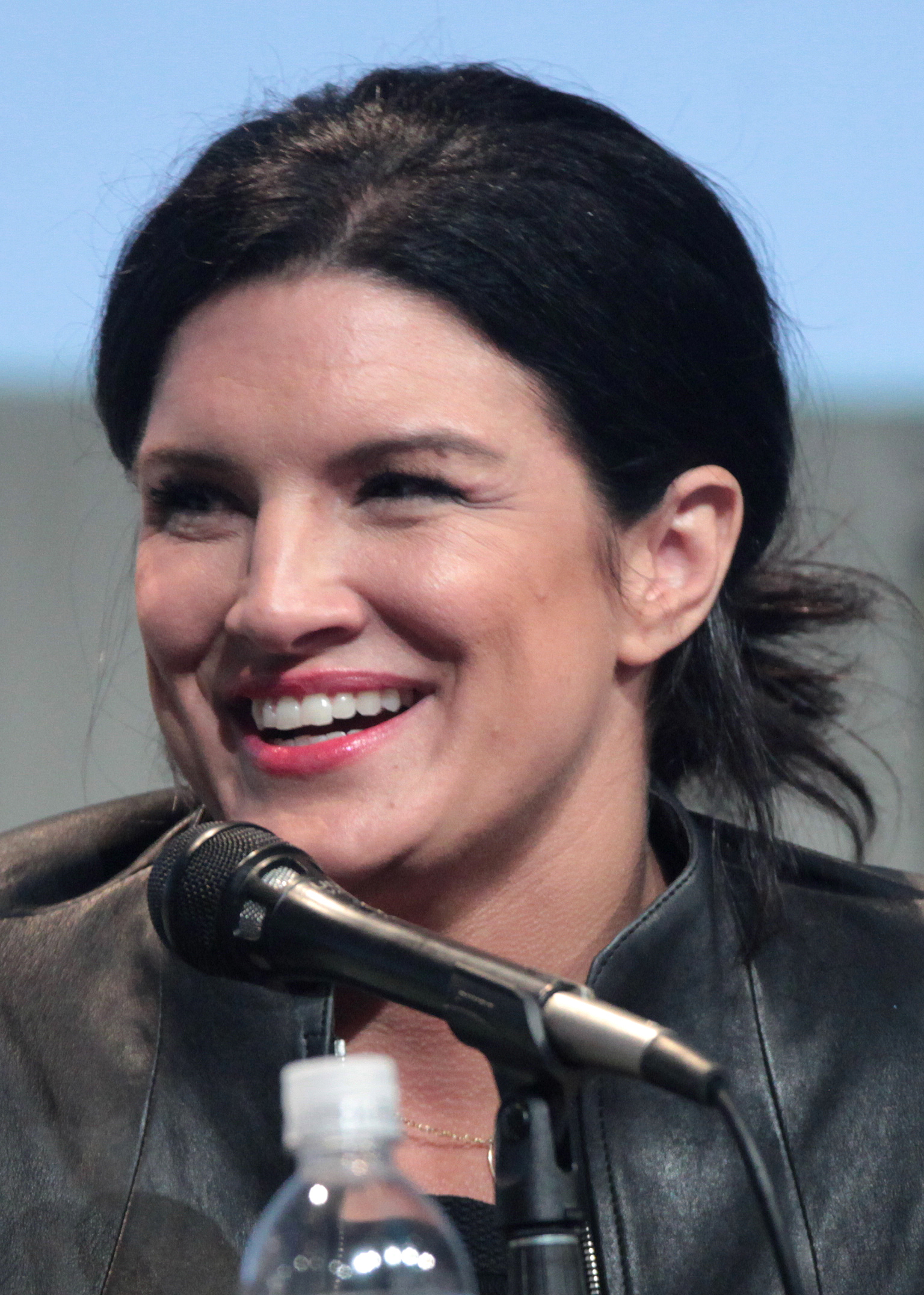
Gina Carano
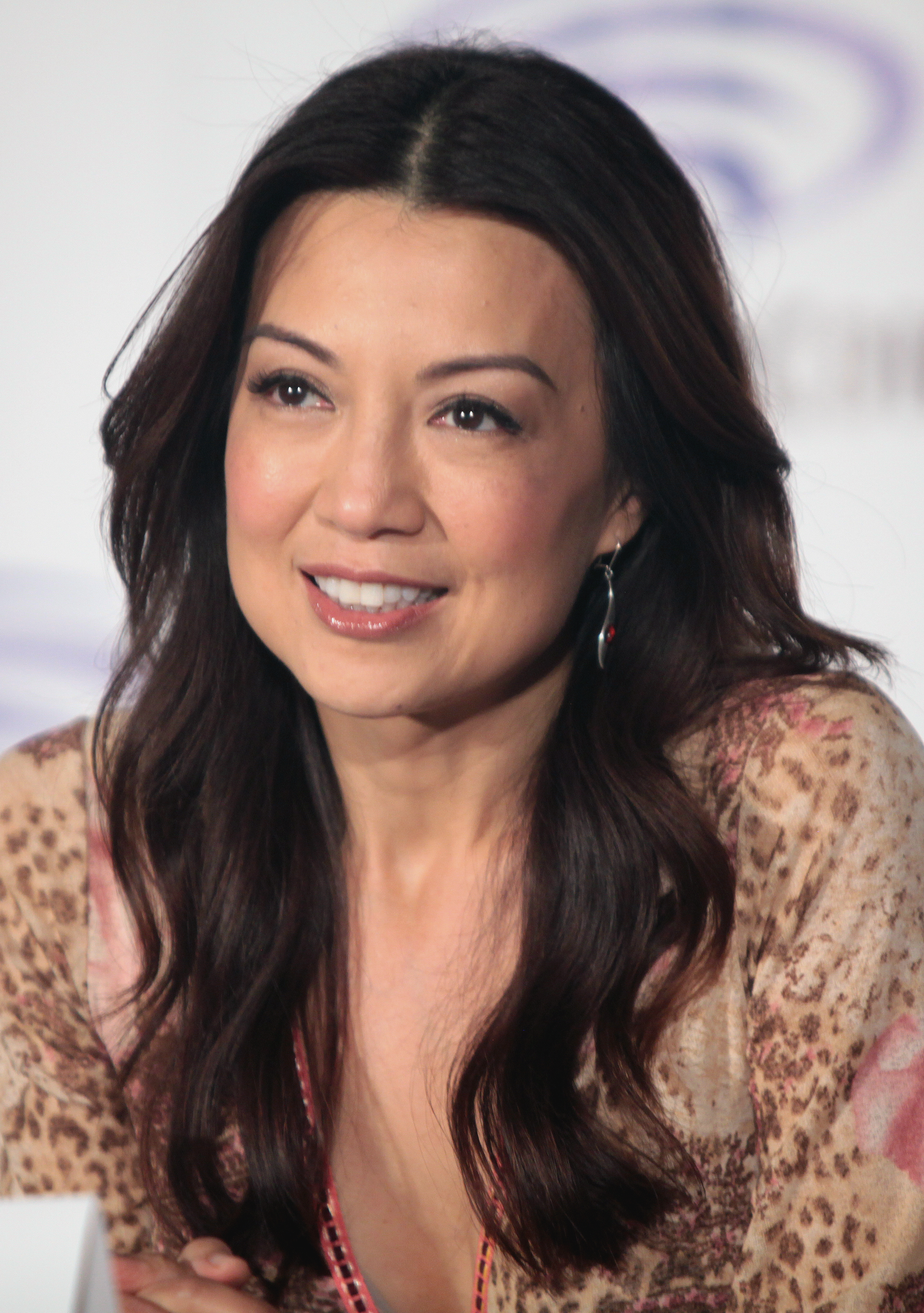
Ming-Na
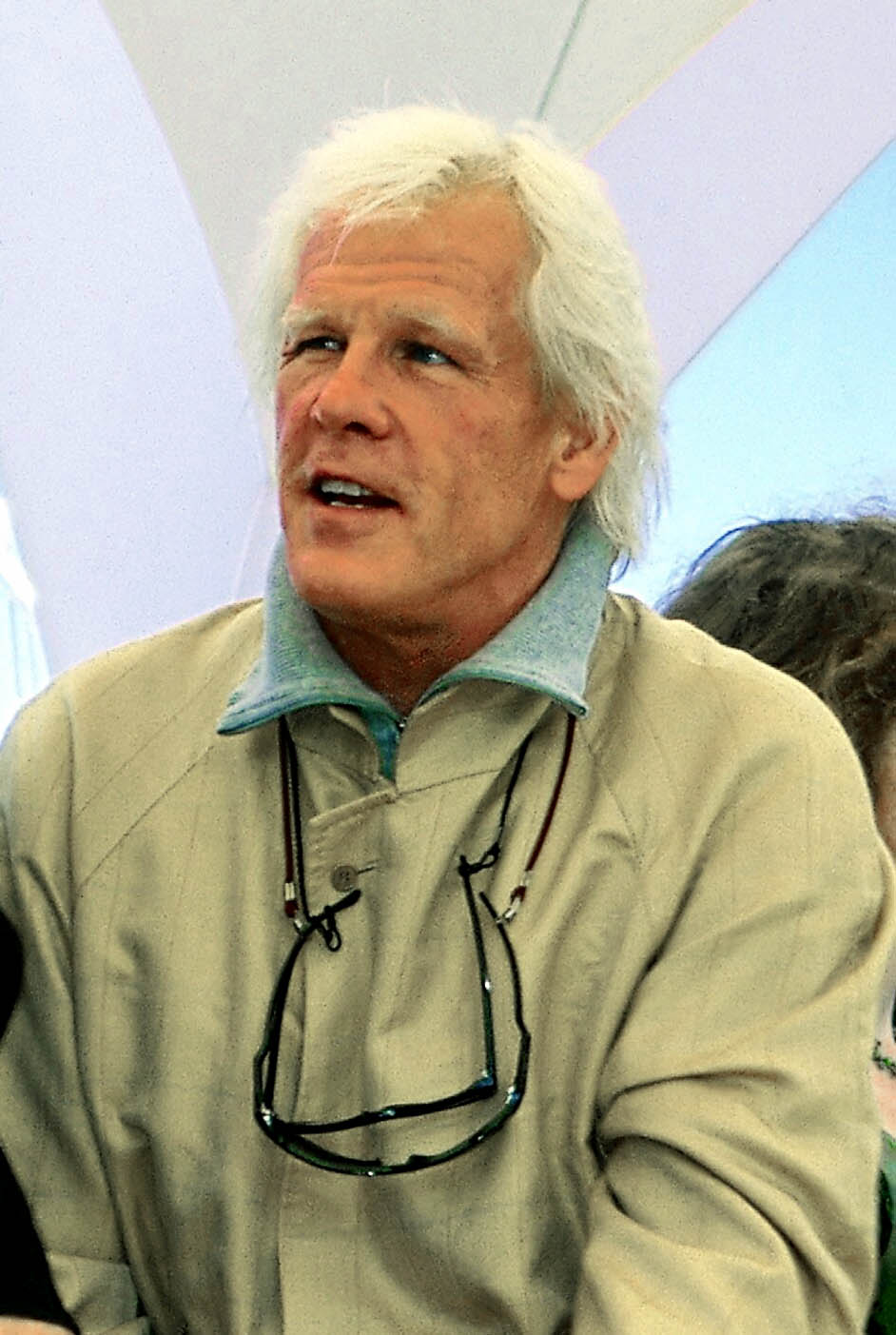
Nick Nolte
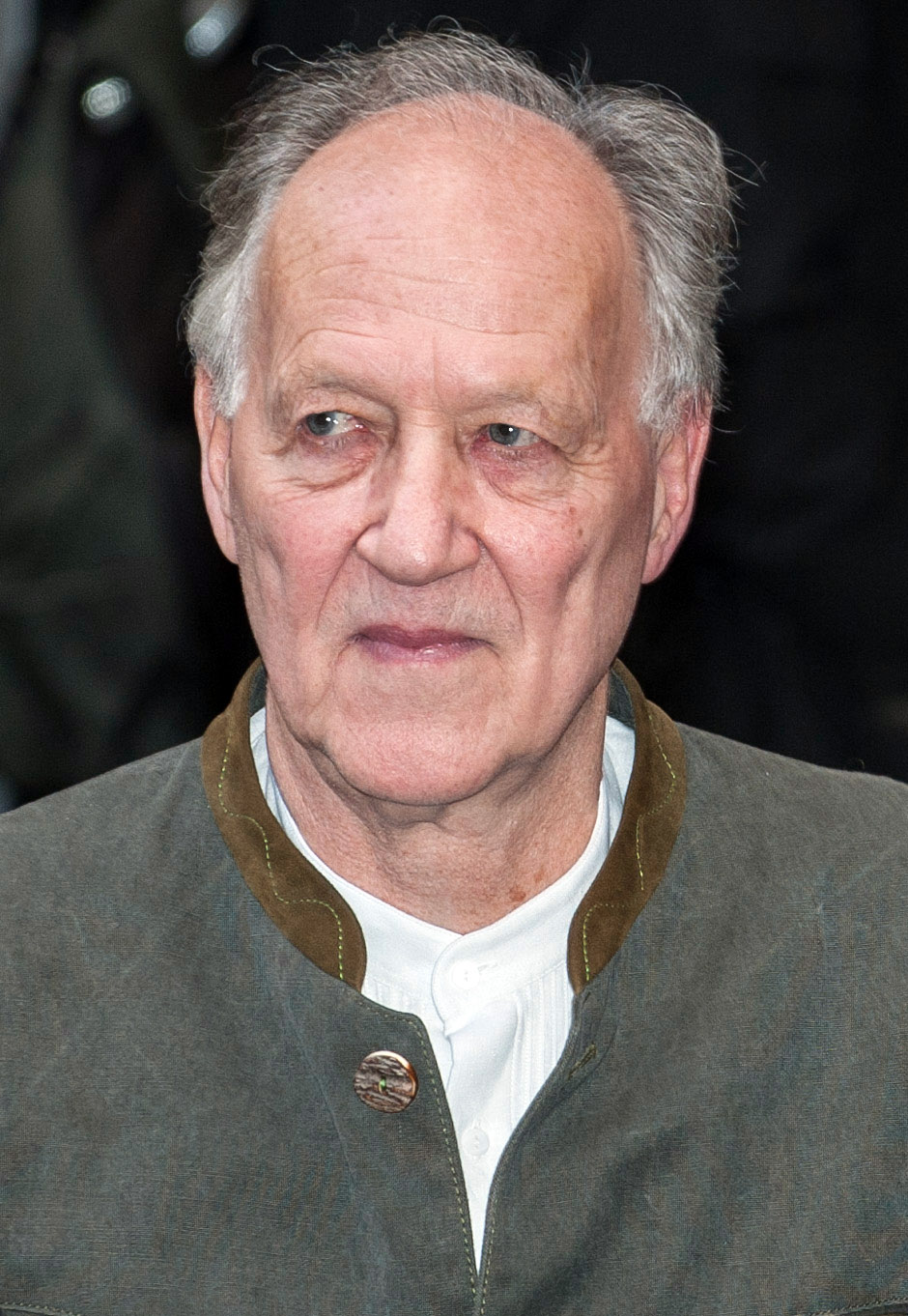
Werner Herzog
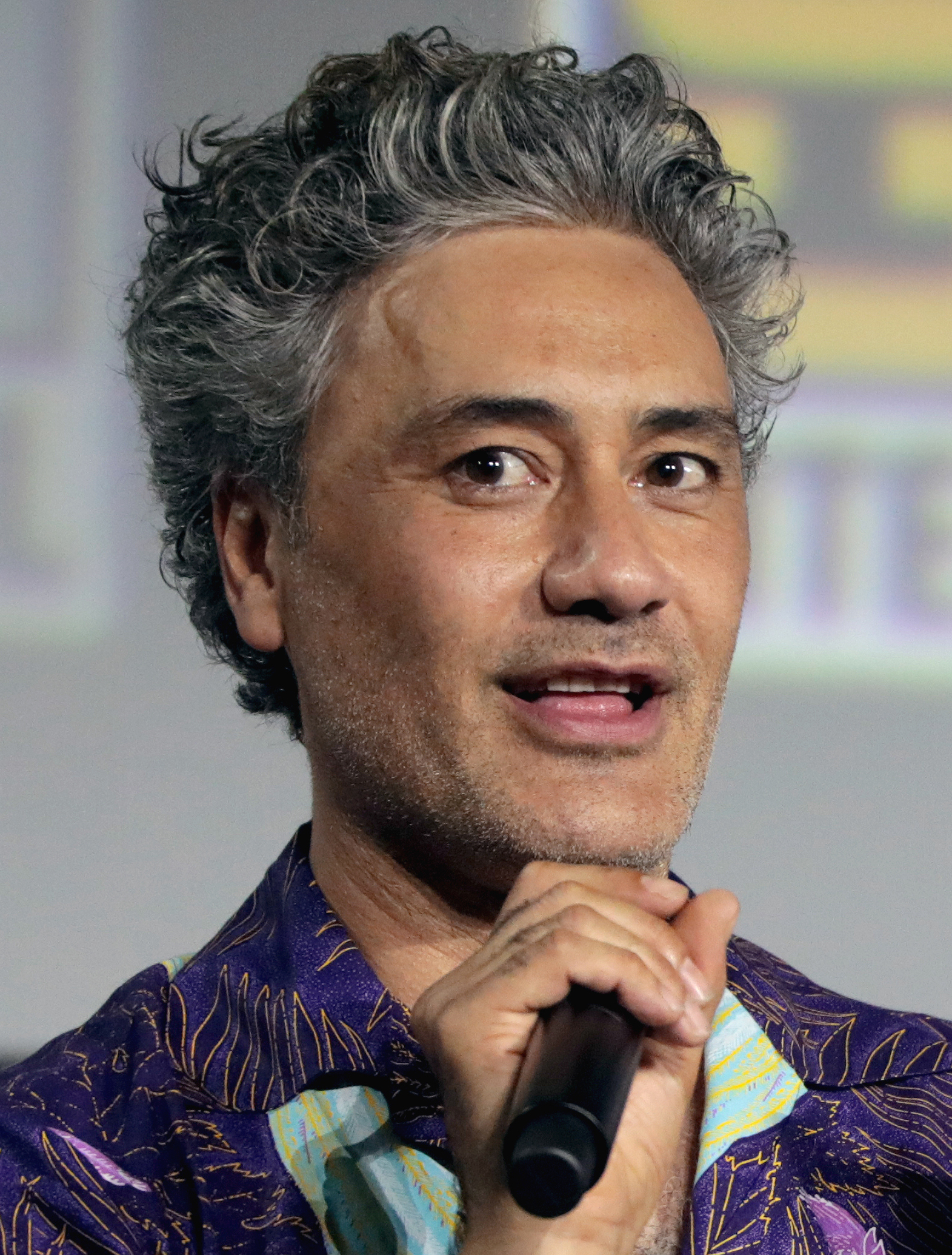
Taika Waititi
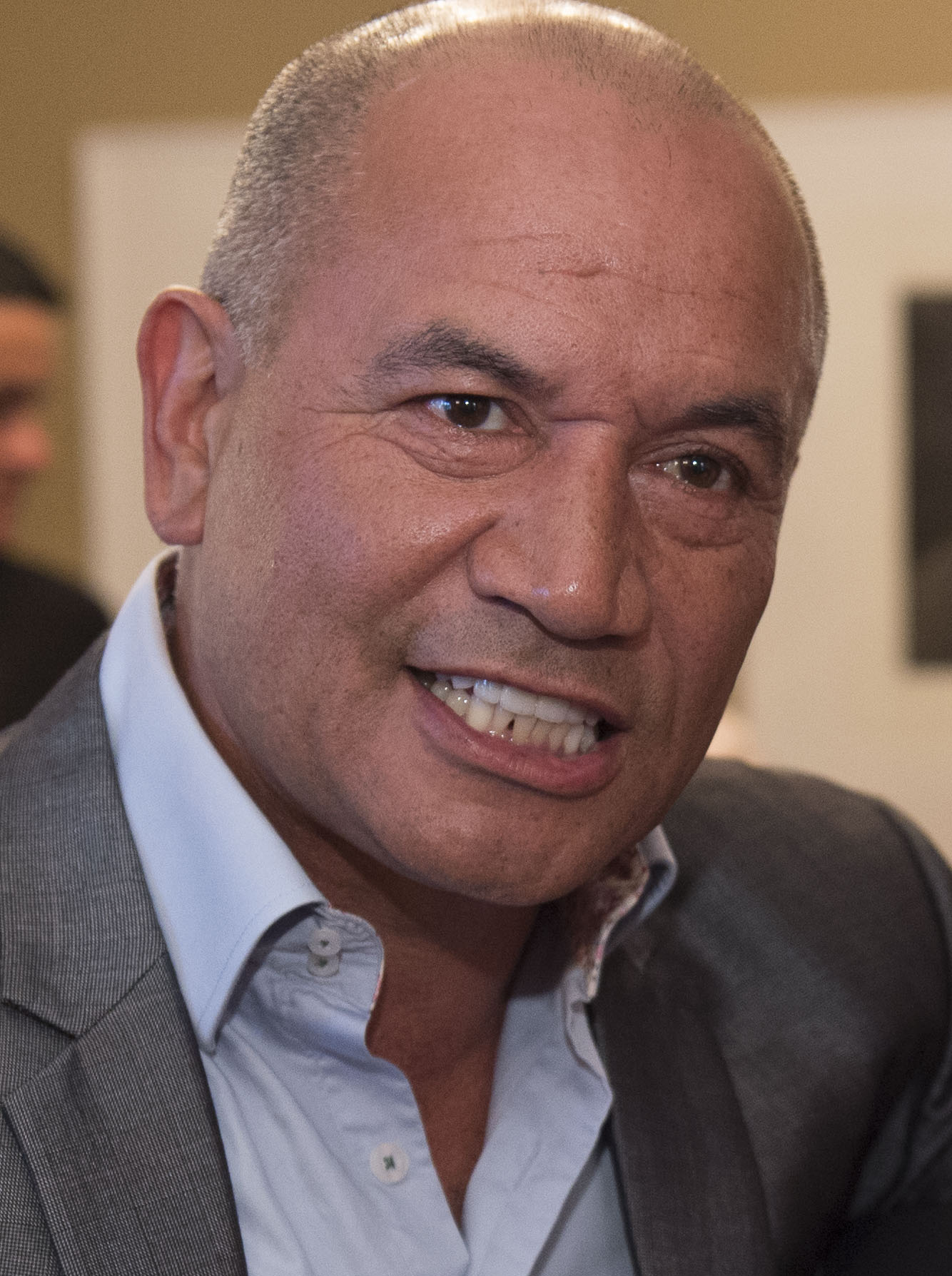
Temuera Morrison
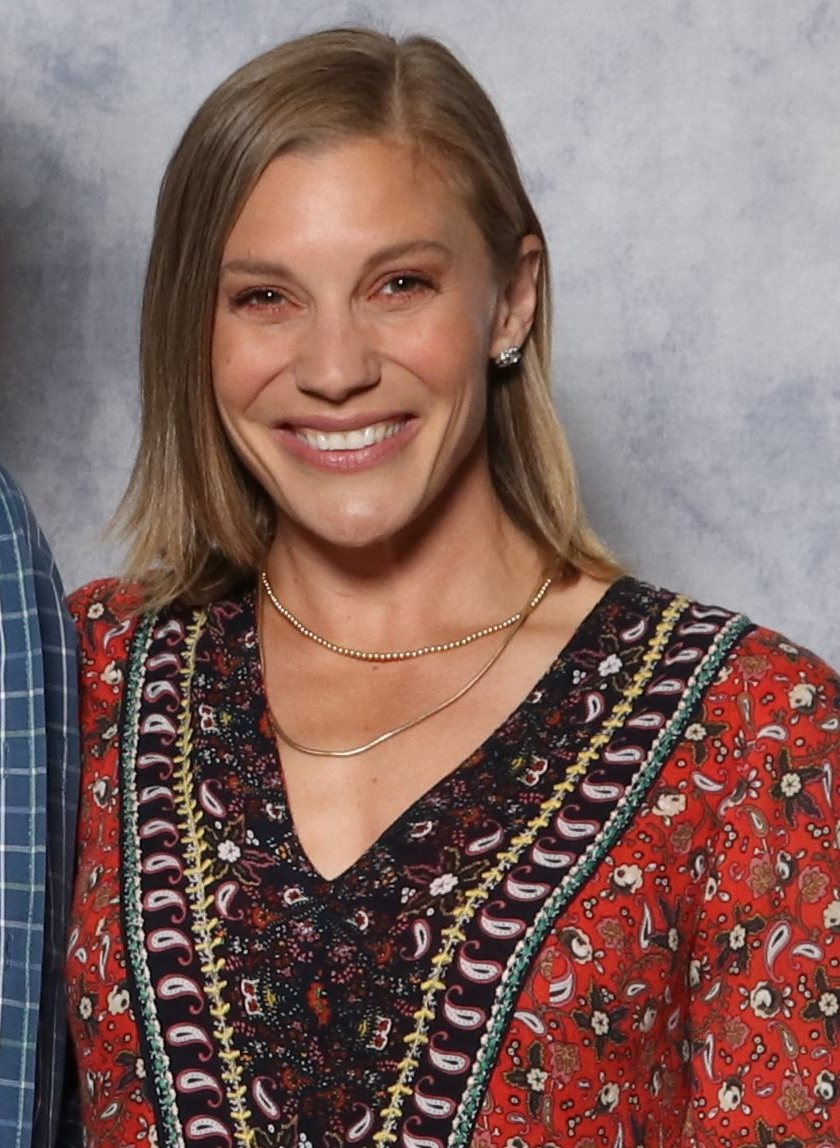
Katee Sackhoff

### Acteurs secondaires et invités
- Brian Posehn : un pilote de speeder (saison 1, épisode 1)
- Horatio Sanz (en) (VF : Laurent Maurel) : Mythrol, chasseur de primes (saison 1, épisode 1 et saison 2, épisode 4)
- Jon Favreau (VF : Jérémie Bédrune) : Paz Vizsla (voix : saison 1, épisode 3)
- Julia Jones (VF : Marie-Eugénie Maréchal) : Omera (saison 1, épisode 4)
- Jake Cannavale (VF : Alexandre Gillet) : Toro Calican, apprenti chasseur de primes (saison 1, épisode 5)
- Dave Filoni[Note 3] : Trapper Wolf, pilote de X-wing de la Nouvelle République (saison 1 épisode 6, saison 2 épisode 2)
- Bill Burr (VF : Jérôme Pauwels) : Mayfeld (saison 1 épisode 6, saison 2 épisode 7)
- Natalia Tena (VF : Anne Rondeleux) : Xi'an (saison 1, épisode 6)
- Clancy Brown[Note 4] (VF : Michel Vigné) : Burg (saison 1, épisode 6)
- Mark Boone Junior (VF : Paul Borne) : Ranzar Malk (saison 1, épisode 6)
- Richard Ayoade (VF : Arnaud Bedouët): Q9-0 (saison 1, épisode 6)
- Matt Lanter[Note 5] : lieutenant Daveen, officier de la Nouvelle République (saison 1, épisode 6)
- Rick Famuyiwa[Note 6] : Jib Dodger, pilote de X-wing de la Nouvelle République (saison 1, épisode 6)
- Deborah Chow : Sash Ketter, pilote de X-wing de la Nouvelle République (saison 1, épisode 6)
- Jason Sudeikis (VF : Alexis Victor) : un scout trooper (saison 1, épisode 8)
- Adam Pally (VF : Raphaël Cohen) : un scout trooper (saison 1, épisode 8)
- Timothy Olyphant (VF : Stéphane Roux) : Cobb Vanth dit « le Marshal »[Note 7] (saison 2, épisode 1)
- John Leguizamo (VF : Pascal Casanova) : Gor Koresh (saison 2, épisode 1)
- Mercedes Varnado (VF : Lauryanne Philippe) : Koska Reeves (saisons 2 et 3)
- Simon Kassianides : Axe Woves (saisons 2 et 3)
- Titus Welliver : un capitaine impérial (saison 2, épisode 3)
- Rosario Dawson (VF : Olivia Luccioni) : Ahsoka Tano (saison 2, épisode 5)
- Michael Biehn : Lang, un mercenaire (saison 2, épisode 5)
- Richard Brake : Général Valin Hess (saison 2, épisode 7)
- Mark Hamill (VF : Gauthier Battoue) : Luke Skywalker (saison 2, épisode 8)
- Matthew Wood[Note 8] : Bib Fortuna (saison 2, épisode 8)
- Nonso Anozie (VF : Bruno Magne) : Gorian Shard (saison 3)
- Katy O'Brian (VF : Emmanuelle Bodin) : Elia Kane (saisons 2 et 3)
- Shirley Henderson (VF : Nathalie Homs) : les Anzellans (voix ; saison 3)
- Ahmed Best (VF : Olivier Bénard) : Kelleran Beq (saison 3, épisode 4)
- Jack Black (VF : Philippe Bozo) : le Commandant Bombardier (saison 3, épisode 6)
- Lizzo (VF : Corinne Wellong) : la Duchesse (saison 3, épisode 6)
- Christopher Lloyd (VF : Jean Barney) : le Commissaire Helgait (saison 3, épisode 6)
- Xander Berkeley (VF : Gérard Darier) : Capitaine Gilad Pellaeon (saison 3, épisode 7)
- Brian Gleeson (VF : Sylvain Agaësse) : Commandant Brendol Hux (saison 3, épisode 7)

De plus, des membres de la 501e légion ont été invités à interpréter des stormtroopers.

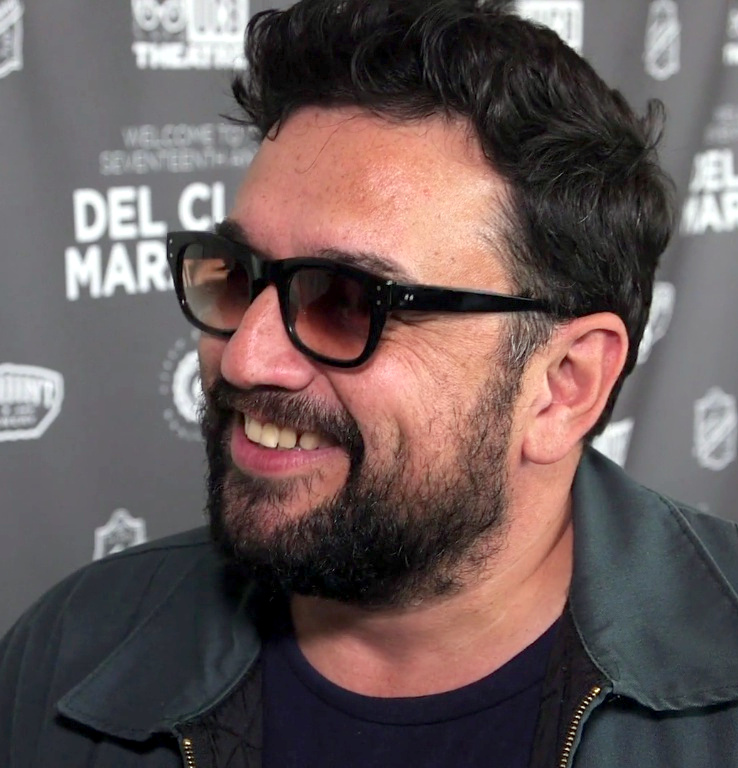
Horatio Sanz (en)
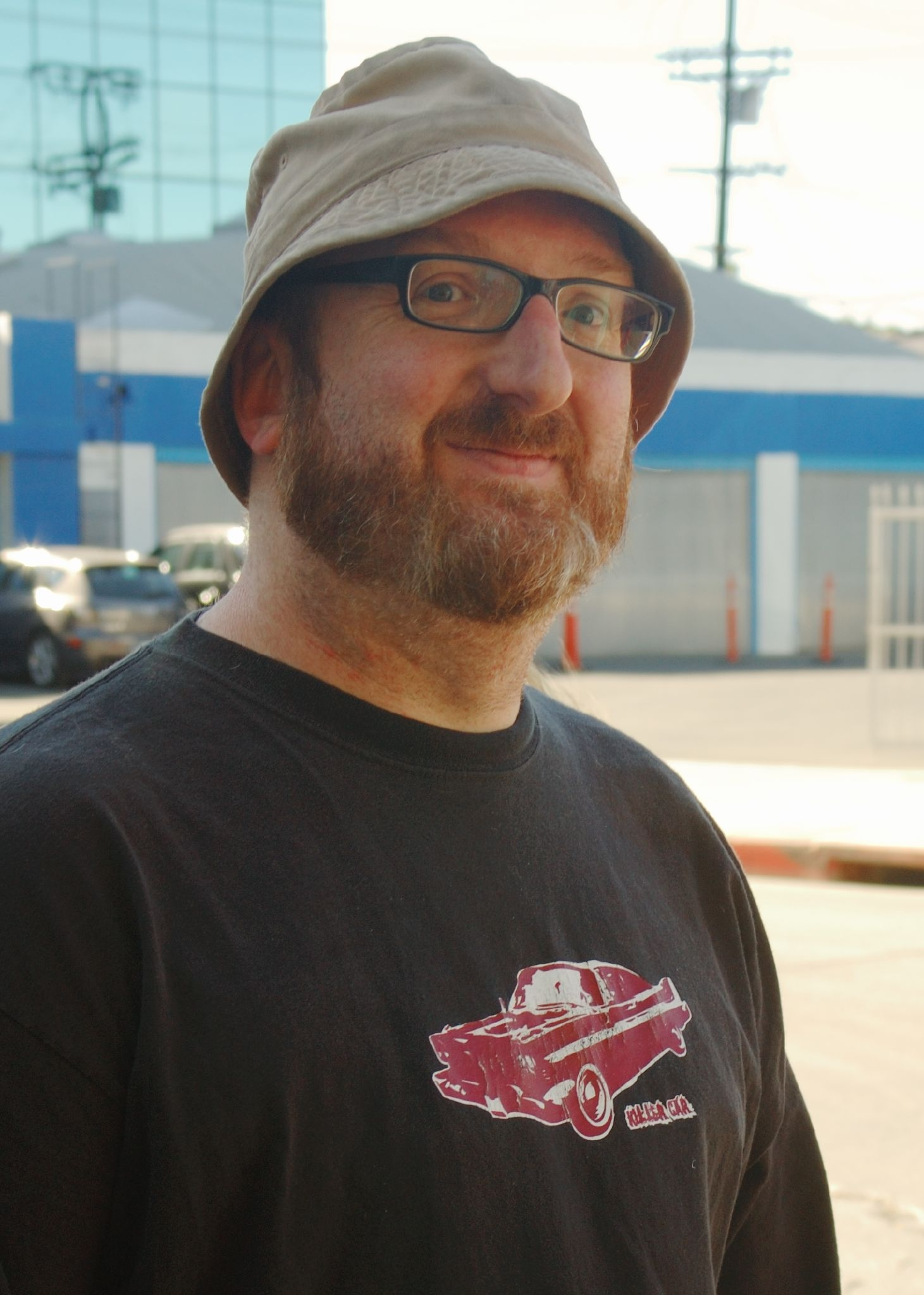
Brian Posehn
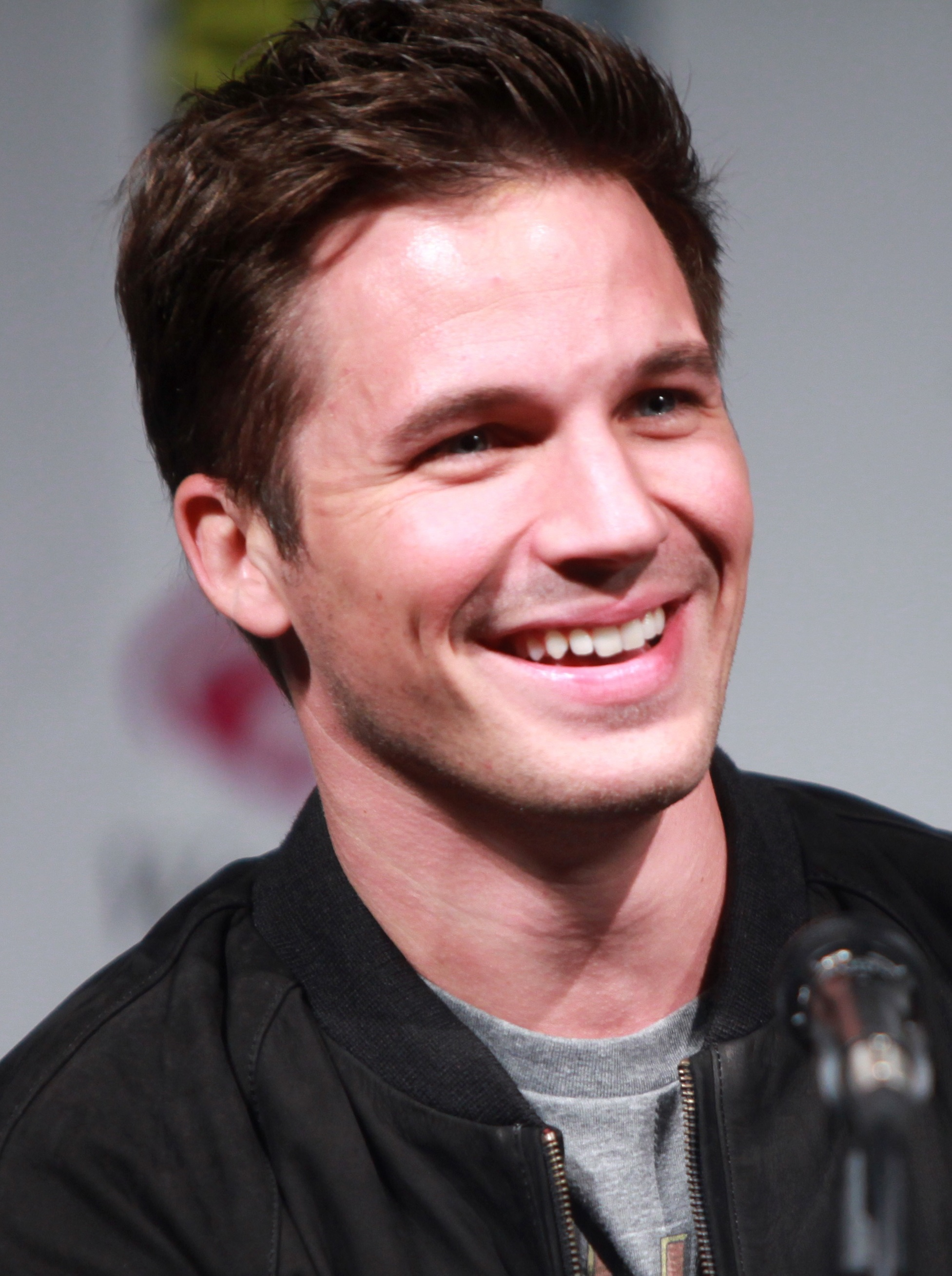
Matt Lanter
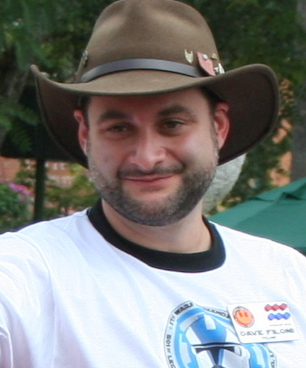
Dave Filoni
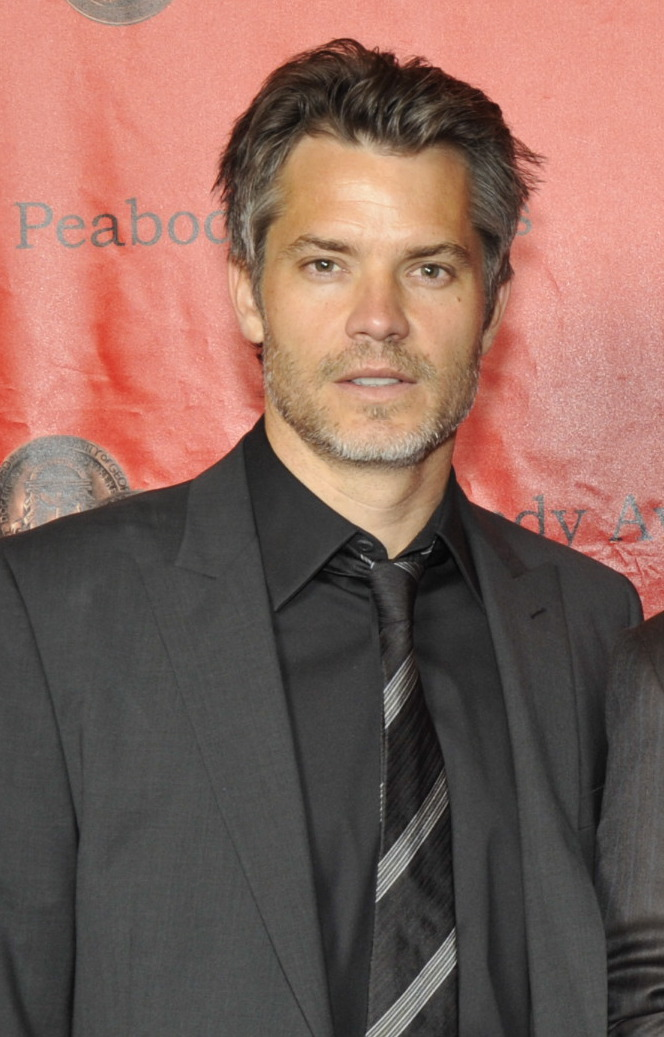
Timothy Olyphant
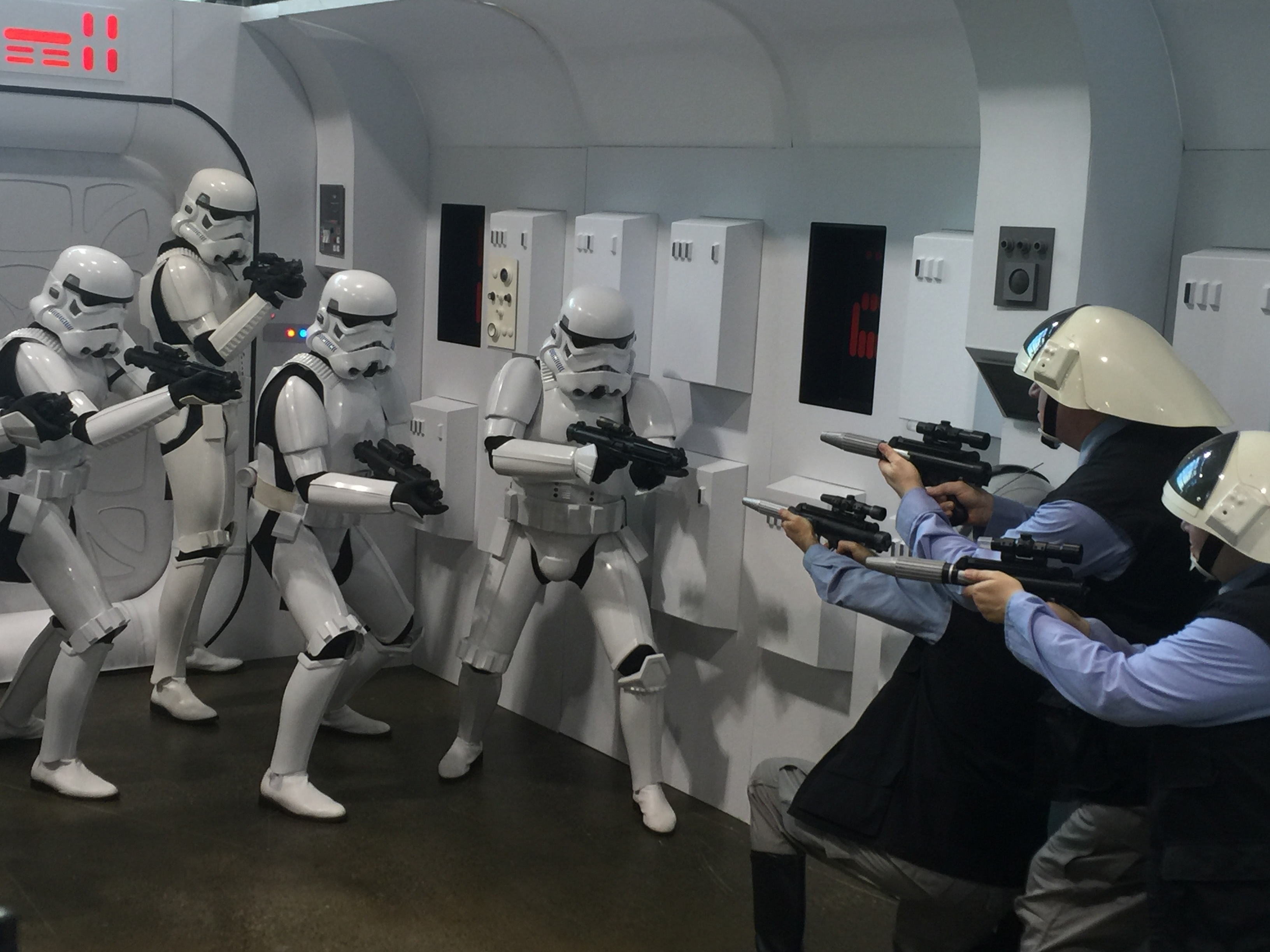
Des membres de la 501e légion.

- Version française :
  - Société de doublage : Dubbing Brothers
  - Direction artistique : Edgar Givry (saisons 1 à 3.1) et Fabrice Josso (saison 3)
  - Adaptation des dialogues : Philippe Videcoq

 Source et légende : version française (VF) sur RS Doublage

## Production

### Développement
Le 9 novembre 2017, Disney et Lucasfilm annoncent le développement d'une série télévisée Star Wars en prise de vues réelles qui sera disponible sur le service de streaming de Disney. L'annonce a été faite par Robert Iger, PDG de The Walt Disney Company, lors d'une conférence avec des investisseurs,.
Le 6 février 2018, il est rapporté que Bob Iger a révélé lors d'une autre conférence avec des investisseurs, que plusieurs séries télévisées Star Wars en prise de vues réelles étaient en développement.
Le 8 mars 2018, il est annoncé que la prochaine série sera écrite et produite par Jon Favreau. Le 10 mai 2018, Jon Favreau confirme lors de l'avant-première mondiale de Solo: A Star Wars Story que la série télévisée se déroulera trois ans après la fin de Le Retour du Jedi, et que la moitié du script de la première saison est terminée,.
Le 5 août 2018, il est rapporté que le budget prévu pour la série est de 100 millions de dollars pour 10 épisodes.
Le 3 octobre 2018, le synopsis ainsi que le titre de la série sont révélés,. Le lendemain, les producteurs exécutifs et les réalisateurs des différents épisodes sont révélés,.
En juillet 2019, Jon Favreau a annoncé qu'il avait commencé à écrire une deuxième saison.
En avril 2020, Jon Favreau a annoncé qu'il avait commencé à écrire une troisième saison. Disney a officialisé lors de sa conférence Lucasfilm le 11 décembre 2020 la troisième saison de la série, prévue pour Noël 2021. Cependant, la troisième saison est dans un premier temps repoussée à fin 2022, avant d'être annoncée pour février 2023, le 27 mai 2022.
Le 9 septembre 2022, la première bande-annonce est dévoilée lors de la D23.

### Attribution des rôles
En novembre 2018, il est annoncé que les acteurs Pedro Pascal, Gina Carano et Nick Nolte, rejoignent le casting,,,. Le 12 décembre 2018, Lucasfilm révèle le reste du casting : Giancarlo Esposito, Emily Swallow, Carl Weathers, Omid Abtahi, et Werner Herzog.
Le personnage de l'Enfant, un jeune de 50 ans de la même espèce que Yoda, possède un nom comme l'a révélé le réalisateur Taika Waititi. Toutefois par souci de simplicité, la presse nomme le personnage « bébé Yoda »,,,,,.
En février 2021, Lucasfilm décide de se séparer de l'actrice Gina Carano en raison de ses propos haineux sur les réseaux sociaux : « Gina Carano n’est actuellement pas employée par Lucasfilm et il n’est pas prévu qu’elle le soit à l’avenir. De plus, ses publications sur les réseaux sociaux dénigrant les gens sur la base de leur identité culturelle et religieuse sont odieuses et inacceptables. »

### Tournage
Le tournage commence début octobre 2018 en Californie du Sud,,. Le 19 octobre 2018, George Lucas, le créateur de la saga Star Wars, visite par surprise le plateau de tournage pour l'anniversaire de Jon Favreau. Le 25 octobre 2018, il est rapporté que la police enquête pour le vol de différents objets sur le plateau de tournage de The Mandalorian aux Manhattan Beach Studios dans la ville de Manhattan Beach en Californie,. Le tournage de la série est terminé le 27 février 2019.

### Musique
En décembre 2018, il est annoncé que le compositeur suédois Ludwig Göransson sera responsable de la musique de la série. Il joue le thème musical principal qui accompagne le Mandalorien dans ses pérégrinations avec une flûte à bec basse.

### Effets visuels
Le studio d'effets visuels Industrial Light & Magic, une filiale de Lucasfilm, a ouvert une nouvelle division en novembre 2018 destinée au streaming et à la télévision épisodique appelée ILM TV. Basée à Londres avec le soutien des sites de la société à San Francisco, Vancouver et Singapour, la nouvelle division devrait travailler en profondeur sur des séries télévisées Star Wars à commencer par The Mandalorian.
Le tournage a fait l'objet de l'expérience d'une nouvelle technologie qui couple le moteur de jeu vidéo Unreal et des écrans LED placés sur tout le tour du plateau de tournage afin de simuler le décor en temps réel. Cette technologie est notamment très pratique pour créer une bonne lumière naturelle et avoir les reflets que l'on souhaite sur les surfaces métallisées. Nommée « plateau numérique », cette technologie était installée dans les studios de Manhattan Beach qui ont accueilli les tournages de plusieurs productions Marvel à partir de 2008 comme Iron Man 2 (2010), Thor (2011), Captain America: First Avenger (2011) et Avengers (2012).

## Fiche technique
Sauf indication contraire, les informations mentionnées dans cette section peuvent être confirmées par la base de données cinématographiques IMDb,  présente dans la section « Liens externes ».
- Titre original : The Mandalorian
- Création : Jon Favreau
- Réalisation : Jon Favreau, Dave Filoni, Deborah Chow, Rick Famuyiwa, Bryce Dallas Howard, Taika Waititi, Carl Weathers, Peyton Reed[1] et Robert Rodriguez.
- Scénario : Jon Favreau, Dave Filoni, Christopher Yost et Rick Famuyiwa
- Décors : Amanda Moss Serino
- Costumes : Joseph A. Porro
- Photographie : Barry Idoine et Greig Fraser
- Montage : Jeff Seibenick, Andrew S. Eisen et Dana E. Glauberman
- Musique : Ludwig Göransson
- Casting : Sarah Finn
- Production : 

  - Production exécutive : Jon Favreau, Dave Filoni, Kathleen Kennedy, et Colin Wilson (en)[1]
- Sociétés de production : Fairview Entertainment, Golem Creations, Lucasfilm, The Walt Disney Studios
- Budget : environ cent millions de dollars[47]
- Pays d'origine :  États-Unis
- Langue originale : anglais
- Format : couleur - 2,39:1 - son Dolby Digital et Dolby Atmos
- Genre : fantasy, science-fiction, space western
- Durée : 30 à 55 min
- Classification : TV-14 (déconseillé aux moins de 14 ans)

## Épisodes

### Première saison (2019)
La première saison, comptant 8 épisodes, est diffusée à partir du 12 novembre 2019 sur Disney+.
- Chapitre 1 : Le Mandalorien (Chapter 1: The Mandalorian)
- Chapitre 2 : L'Enfant (Chapter 2: The Child)
- Chapitre 3 : Le Péché (Chapter 3: The Sin)
- Chapitre 4 : Le Sanctuaire (Chapter 4: Sanctuary)
- Chapitre 5 : Le Mercenaire (Chapter 5: The Gunslinger)
- Chapitre 6 : Le Prisonnier (Chapter 6: The Prisoner)
- Chapitre 7 : La Confrontation (Chapter 7: The Reckoning)
- Chapitre 8 : Rédemption (Chapter 8: Redemption)

### Deuxième saison (2020)
La diffusion de la deuxième saison commence le 30 octobre 2020 sur Disney+.
- Chapitre 9 : Le Marshal (Chapter 9: The Marshal)[50]
- Chapitre 10 : La Passagère (Chapter 10: The Passenger)[50]
- Chapitre 11 : L'Héritière (Chapter 11: The Heiress)[50]
- Chapitre 12 : Le Siège (Chapter 12: The Siege)[50]
- Chapitre 13 : La Jedi (Chapter 13: The Jedi)
- Chapitre 14 : La Tragédie (Chapter 14: The Tragedy)
- Chapitre 15 : Le Repenti (Chapter 15: The Believer)
- Chapitre 16 : Le Sauvetage (Chapter 16: The Rescue)

### Troisième saison (2023)
La troisième saison est diffusée à partir du 1er mars 2023 sur Disney+.
- Chapitre 17 : L'Apostat (Chapter 17: The Apostate)
- Chapitre 18 : Les Mines de Mandalore (Chapter 18: The Mines of Mandalore)
- Chapitre 19 : Le Converti (Chapter 19: The Convert)
- Chapitre 20 : L’Orphelin (Chapter 20: The Foundling)
- Chapitre 21 : Le Pirate (Chapter 21: The Pirate)
- Chapitre 22 : Les Mercenaires (Chapter 22: Guns for Hire)
- Chapitre 23 : Les Espions (Chapter 23: The Spies)
- Chapitre 24 : Le Retour (Chapter 24: The Return)

## Promotion
Le 4 octobre 2018, la première image promotionnelle de la série est révélée, où l'on distingue un Mandalorien marchant dans une rue et portant un fusil au dos. Environ une semaine plus tard, Jon Favreau publie une photo sur son compte Instagram d'un fusil avec deux longs canons, ce dernier ressemble à celui de Boba Fett dans le téléfilm Au temps de la guerre des étoiles,.
Le 23 août 2019, durant la D23 Expo, la première bande-annonce ainsi que la première affiche sont dévoilées.

## Personnages

### Principaux
- Le Mandalorien : Din Djarin, orphelin sauvé et recruté par des Mandaloriens. Il a une haine profonde pour les droïdes, en effet, c'est l'armée droïde de la Confédération des systèmes indépendants (CSI) qui pendant la guerre des clones a tué ses parents. À la fin du Chapitre 16, après avoir vaincu le Moff Gideon et sauvé Grogu, il gagne le Sabre Noir.
- Grogu : il est de l'espèce de Yoda. Sensible à la Force, il est l'enfant convoité par Moff Gideon. Son nom est dévoilé par la Jedi Ahsoka Tano.
- Kuiil : ex-esclave impérial qui a reprogrammé IG-11. Il est tué par des Scout Troopers en protégeant L'Enfant (saison 1).
- Greef Karga : le dirigeant de la Guilde des Chasseurs de primes, qui a une certaine affection envers Din Djarin.
- IG-11 : droïde de la série IG, droïde assassin détruit par le Mandalorien quand il a voulu tuer l'Enfant. Reprogrammé par Kuiil, sa fonction première est donc devenue « protéger ». Il se sacrifie pour sauver le Mandalorien, Cara, Greef et l'Enfant en s'autodétruisant, tuant plusieurs Stormtroopers et dégageant le passage pour ses amis.
- Cara Dune : une ancienne Shock Trooper de l'Alliance rebelle (saisons 1 et 2).
- Moff Gideon : le patron du Client, qui a commandité la traque de l'Enfant. Ancien officier de liaison du BSI, il est également l'un des rares à connaître le passé réel de Din Djarin[55]. Il possède aussi le Sabre Noir, artéfact sacré sur Mandalore qui permet à celui qui le détient de revendiquer le droit de régner sur la planète et le peuple mandalorien. Il est l'un des deux officiers supérieurs de l'Empereur à avoir survécu à la chute de l'Empire (avant l'avènement du Premier Ordre), l'autre étant le Grand Amiral Thrawn. Il finira par être vaincu par le Mandalorien et ses amis dans le chapitre 16 et emprisonné, perdant en outre le Sabre Noir, qui sera gagné par le Mandalorien.
- Boba Fett : ancien chasseur de primes et clone ayant survécu aux évènements du film Star Wars, épisode VI : Le Retour du Jedi. Il retrouve le Mandalorien pour récupérer son armure. Elle avait fait l'objet d'un échange entre Din Djarin et le Marshall Cobb Vanth sur Tatooine, contrepartie pour avoir éliminé un dragon Krayt. Accompagné par Fennec qu'il a sauvée, Boba se met au service du Mandalorien pour sauver Grogu et le confier à un maître Jedi. Une fois Grogu sauvé, Boba retourne sur Tatooine, à l'ancien palais de Jabba le Hutt, tue Bib Fortuna — ancien bras droit du défunt patron du crime et qui a pris la tête du gang — et s'empare de son trône avec Fennec Shand à ses côtés.
- Fennec Shand : tueuse à gage laissée pour morte par Toro Calican, un jeune chasseur de primes sur Tatooine. Ce dernier sera tué par le Mandalorien. Soignée par Boba Fett, elle se met au service de ce dernier. Elle devient sa seconde après que Boba Fett retourne sur Tatooine, tue Bib Fortuna, l'ancien bras droit de Jabba le Hutt et s'empare de son trône.
- Bo-Katan Kryze : elle est une Mandalorienne et une ancienne membre de Death Watch, un groupuscule extrémiste mandalorien. Sa sœur était la Duchesse Satine Kryze. Au cours de longues décennies, elle dirigea le peuple Mandalorien face à ses nombreux ennemis et elle participa à deux conflits galactiques : la Guerre des clones et la Guerre civile galactique[56]. Elle apparaît dans les séries Star Wars Rebels (saison 4), The Clone Wars (saisons 4 et 5 ainsi que la saison 7) et The Mandalorian (saisons 2 et saison 3).

### Secondaires
- Le Client : le commanditaire de la traque de l'Enfant, en réalité l'émissaire de Moff Gideon. Il est tué avec ses stormtroopers par la garnison du Moff Gideon pour avoir échoué à lui apporter l'Enfant (saison 1).
- L'armurière : forgeronne mandalorienne.
- Dr Pershing : spécialiste du clonage, il est employé par Moff Gideon pour réaliser des expériences liées à Grogu. Rallié à la Nouvelle République, il est arrêté pour avoir voulu se procurer un laboratoire.
- Ran : ancien partenaire du Mandalorien.
- Q9-0 : droïde pilote. Il est abattu par le Mandalorien alors qu'il allait tuer l'Enfant (saison 1).
- Mayfeld : ancien tireur d'élite impérial devenu mercenaire.
- Burg : mercenaire devaronien.
- Xi'an : twi'lek, sœur de Qin et ancienne petite amie du Mandalorien.
- Qin : Twi'lek, frère de Xi'an et seul membre du groupe comprenant Xi'an, Burg, Mayfeld et Q9-0 à revenir sain et sauf du vaisseau prison.
- Cobb Vanth : marshall de Tatooine ayant récupéré l'armure mandalorienne de Boba Fett.
- Luke Skywalker : maître jedi venu récupérer Grogu pour le former aux arts jedi.
- Ahsoka Tano : ancienne jedi ayant survécu à l'Empire, elle refuse de former Grogu aux arts jedi, mais donne des indications au Mandalorien pour conduire l'enfant vers un maître jedi. Elle est à la recherche du grand amiral Thrawn.

## Diffusion
Disney + diffuse les épisodes de The Mandalorian sur une base hebdomadaire à partir du 12 novembre 2019. Les deux premiers épisodes ont été diffusés à quelques jours d'intervalle respectivement le 12 novembre et le 15 novembre 2019. Le septième épisode est diffusé le 18 décembre 2019 au lieu du 20 décembre, afin de joindre un aperçu de Star Wars, épisode IX : L'Ascension de Skywalker, sorti à cette dernière date. Le chapitre 8, dernier épisode de la première saison, est quant à lui diffusé le 27 décembre 2019. Pour la saison 2, le 1ᵉʳ épisode est diffusé à partir du 30 octobre 2020 et au rythme d’un épisode par semaine pour s'achever le 18 décembre 2020.

## Accueil

### Critiques
Sur Rotten Tomatoes, la série détient une note d'approbation de 89 % avec une note moyenne de 7,8/10, basée sur 151 avis. Le consensus du site se lit comme suit : « Bourré d'action et habilement conçu - avec parfois un peu trop de retenue - The Mandalorian est un ajout bienvenu à l'univers Star Wars qui bénéficie grandement du côté « mignon » de sa cargaison ». Sur Metacritic, il a un score moyen pondéré de 69 sur 100 basé sur les critiques de 25 critiques, indiquant des « critiques généralement favorables ».
Zaki Hasan du San Francisco Chronicle a déclaré que la série : « permet essentiellement à la franchise de donner une seconde chance à Boba Fett. Prenez le look, ce côté « cool » indéniable et transférez-le à un personnage entièrement nouveau qui offre une toile intacte, tout en donnant au public quelque chose de familier ». Il a ajouté : « Trois épisodes, c'est vraiment tout ce que The Mandalorian est : un sentiment. Du bon sentiment, mais plus que d'une narration de qualité, c'est ce sentiment qui reste. Les effets visuels, les effets sonores, l'aspect global de la production est tout à fait frappant. Il s'agit d'une production ripolinée où l'on voit sur chaque image que l'on a un budget de long métrage. »
Écrivant pour The Ringer, Micah Peter a déclaré : « Difficile de ne pas déjà considérer The Mandalorian comme une simple série qui n'existe que pour préparer la prochaine série. Mais elle a encore beaucoup de choses intéressantes à proposer, et c'est aussi une série Disney avec des vaisseaux spatiaux et des limaces de mer géantes, cela n’a donc pas besoin d’être Citizen Kane. Il pourrait cependant s'agir du prochain grand western télévisé. »
IGN et CBR et d'autres sites ont comparé les prémisses de base de la série à Lone Wolf and Cub, qui se concentre sur un samouraï et son fils en bas âge.
Pour la deuxième saison, Rotten Tomatoes a rapporté un taux d'approbation de 93 % avec un score moyen de 91% sur + 2500 critiques-téléspectateurs, sur sa page consultée en 2023. Le consensus critique du site se lit comme suit : « Avec les favoris des fans et une profusion de nouveaux visages devant et derrière la caméra, la deuxième saison de The Mandalorian consolide sa place comme l'une des sagas les plus engageantes et passionnantes de Star Wars ». Metacritic a attribué une note de 76 sur 100 sur la base de 14 critiques, indiquant « des critiques généralement favorables »[réf. nécessaire].
La troisième saison a reçu un accueil positif, bien que plus mitigé, avec 85% d'opinions favorables de la presse sur Rotten Tomatoes, contre 51% pour les spectateurs, avec une note moyenne de 3,1/5[réf. nécessaire].

### Audiences
Dans les quatre jours après sa sortie, The Mandalorian avait une demande américaine plus forte que quatre des plus grands originaux de streaming de 2019 : Umbrella Academy, Dans leur regard, Dark Crystal : Le Temps de la résistance et Good Omens[réf. nécessaire].
En 2020, The Mandalorian est la série la plus piratée de l'année selon TorrentFreak et troisième en 2019, derrière Game of Thrones et Westworld[réf. nécessaire].

## Distinctions

### Récompense
- Emmy Award 2020 : Meilleure musique dans une série[62]

### Nomination
- Emmy Award 2021 : Meilleure série télévisée dramatique
- Emmy Award 2021 : Meilleur acteur dans un second rôle dans une série télévisée dramatique
- Emmy Award 2021 : Meilleur acteur invité
- Emmy Award 2021 : Meilleure réalisation pour une série télévisée dramatique
- Emmy Award 2021 : Meilleur scénario pour une série télévisée dramatique
- Golden Globes 2021 : Meilleure série dramatique
- Emmy Award 2020 : Meilleure série télévisée dramatique